# Église Saint-François-de-Sales de Clamart
Pour les articles homonymes, voir Église Saint-François-de-Sales.
L'église Saint-François-de-Sales est une église située avenue du Général-de-Gaulle sur la commune de Clamart, dans les Hauts-de-Seine, en France. Elle dépend du diocèse de Nanterre.

## Historique

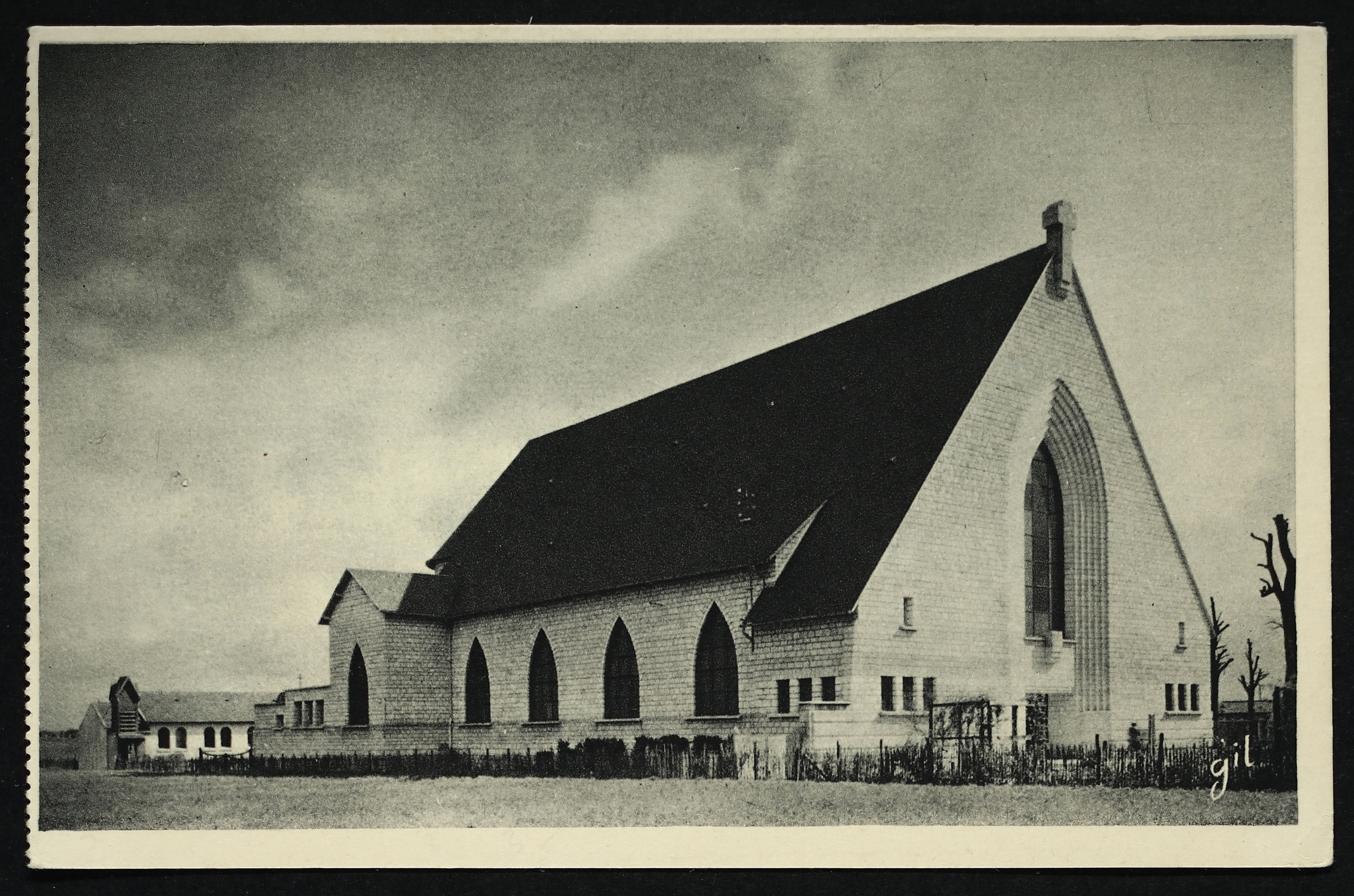
Clamart - Saint-François-de-Sales.

Ce lieu de culte a été construit sous l'impulsion du cardinal Verdier dans le cadre de l'Œuvre des Chantiers du Cardinal, grâce notamment aux dons de la famille Roys. Dès l'origine, elle devait devenir la paroisse du Petit Clamart. Le clocher qui devait s'élever à une hauteur de quarante mètres, n'a pas été construit.

## Architecture
Cette église présente une façade de forme triangulaire. Elle est ornée de vitraux représentant des scènes de l'Ancien et du Nouveau Testament.